# ستنيسو رومان ليفاندوفسكي
ستنيسو رومان ليفاندوفسكي (بالبولندية: Stanisław Roman Lewandowski)‏ هو نحات بولندي، ولد في 22 فبراير 1857 في Kotliny, Łódź East County ‏ في بولندا، وتوفي في 3 فبراير 1940 في وارسو في بولندا.